# Guido Visconti (fisico)
Guido Visconti (L'Aquila, 1943) è un fisico italiano.

## Biografia
Laureatosi in fisica all'Università dell'Aquila sotto Renato Ricamo nel 1966,, ha iniziato e continuato la sua carriera accademica, di docente e ricercatore, interamente all'Aquila, fino al collocamento a riposo, nel 2014.
Ha comunque trascorso periodi di ricerca all'estero, presso l'Università del Maryland, il Massachusetts Institute of Technology (MIT) ed il National Center for Atmospheric Research (NCAR) nel Colorado. 
Dal 1994, è ordinario di fisica terrestre all'Università dell'Aquila, e la sua attività di ricerca ha riguardato prevalentemente la fisica dell'atmosfera e la meteorologia.
Socio corrispondente dell'Accademia Nazionale dei Lincei dal 2005, nel 2012 ne è divenuto socio nazionale.
Nel 2001, ha fondato e poi diretto il CETEMPS, centro di eccellenza per le tecniche di telerilevamento e modellistica numerica per la previsione di eventi meteorologici severi. 
Collaboratore e consulente per diversi enti statali ed agenzie italiane di ricerca, è stato principal investigator per alcuni progetti della NASA e associate investigator per il progetto Venus Express. Dal 2007, fa parte del comitato tecnico-scientifico dell'Agenzia Spaziale Italiana, del cui progetto "Quitsat" ne è partecipe.

## Ricerca
I suoi principali interessi scientifici riguardano lo studio del clima per mezzo di satelliti, la meteorologia (in particolare, quella ad alta risoluzione) e la chimica dell'atmosfera, concretizzati in più di 150 pubblicazioni in riviste internazionali, monografie di ricerca, testi universitari, collectanee, libri divulgativi.

## Opere principali
- L'atmosfera. Origine, evoluzione ed effetti sul clima, Garzanti, Milano, 1989.
- Fondamenti di fisica e chimica dell'atmosfera, CUEN, Napoli, 1998.
- Global Change and Protected Areas (edited by), Kluwer Academic Publishers, Dordrecht, NL, 1999.
- Fundamentals of physics and chemistry of the atmosphere , Springer-Verlag, Berlin & Heidelberg, 2001.